# Craig Parker
Craig Parker (Suva, 12 novembre 1970) è un attore neozelandese.
Ha interpretato l'elfo Haldir ne Il Signore degli Anelli - La Compagnia dell'Anello e Il Signore degli Anelli - Le due torri,  il tiranno Darken Rahl nella serie televisiva La spada della verità, Stéphane Narcisse nella serie televisiva Reign e Gaio Claudio Glabro nella serie televisiva Spartacus.

## Filmografia

### Cinema
- Nessuno può sentirti (No One Can Hear You), regia di John Laing (2001)
- Il Signore degli Anelli - La Compagnia dell'Anello (The Lord of the Rings: The Fellowship of the Ring), regia di Peter Jackson (2001)
- Il Signore degli Anelli - Le due torri (The Lord of the Rings: The Two Towers), regia di Peter Jackson (2002)
- Il Signore degli Anelli - Il ritorno del re (The Lord of the Rings: The Return of the King), regia di Peter Jackson (2003) - voce
- Weekend Lovers, regia di Chaitan Kit Shah e Kiran Shah (2006)
- Underworld - La ribellione dei Lycans (Underworld: Rise of the Lycans), regia di Patrick Tatopoulos (2009)

### Televisione
- Gloss - serie TV (1987)
- The Tommyknockers - Le creature del buio - miniserie TV (1993)
- City Life - serie TV, 2 episodi (1996)
- Young Hercules - serie TV, 2 episodi (1998)
- A Twist in the Tale - A Crack in Time - serie TV, 1 episodio (1999)
- Xena - Principessa guerriera - serie TV, 3 episodi (1997-2001)
- Mercy Peak - serie TV, 32 episodi (2001-2002)
- Interpid Journeys - serie TV, 1 episodio (2002)
- Shortland Street - serie TV, 5 episodi (2007-2008)
- Diplomatic Immunity - serie TV, 13 episodi (2009)
- La spada della verità (Legend of the Seeker) - serie TV, 25 episodi (2008-2010)
- Spartacus - serie TV, 13 episodi (2010-2012)
- NCIS: Los Angeles - serie TV, 1 episodio (2013)
- Sleepy Hollow - serie TV, episodio 1x06 (2013)
- NCIS - Unità anticrimine - serie TV, episodio 11x22 (2014)
- Reign - serie TV, 56 episodi (2014-2017)
- Agents of S.H.I.E.L.D. - serie TV, episodi 5x20, 5x21 (2018)
- Streghe (Charmed) - serie TV (2018)

### Teatro
- Macbeth (Malcolm) (1991)
- Weed (Hugh) (1992)
- Il gabbiano (Constantin) (1994)
- Arcadia (Valentine Coverly) (1997)
- Il vento tra i salici (Mole) (1998-1999)
- Amy's View (Dominic Tyghe) (1999)
- Rosencrantz e Guildenstern sono morti (Rosencrantz) (2001)
- The Judas Kiss (Robert Ross) (2001)
- The Rocky Horror Show (Narratore) (2002-2003)
- Serial Killers (Matt) (2005)
- Glide Time (John) (2006)
- The Pillowman (Katurian Katurian Katurian) (2007)

## Doppiatori italiani
Nella versione in italiano dei suoi film, Craig Parker è stato doppiato da:
- Christian Iansante ne Il Signore degli Anelli - La Compagnia dell'Anello, Il Signore degli Anelli - Le due torri, La spada della verità, Spartacus, Reign, NCIS - Unità anticrimine
- Fabrizio Pucci in Agents of S.H.I.E.L.D.
- Francesco Prando in Streghe